# سوي إيشيدا
إشيدا سوي (石田 スイ سوي إشيدا) هو مانغاكا ياباني، ومؤلف سلسلة المانغا طوكيو غول.

## أعماله
صدرت مانغا طوكيو غول في مجلة يونغ جمب الأسبوعية من سبتمبر 2011 وحتى سبتمبر 2014،
وصدر مسلسل أنمي مقتبس منها في يناير 2014. بدأت سلسلة متممة بعنوان طوكيو غول: ري بالصدور في نفس المجلة في أكتوبر 2014.
في 2013، حَلت مانغا طوكيو غول في المرتبة الـ 27 في قائمة أفضل سلسلات المانغا مبيعا في اليابان، بمبيعات بلغت 1,666,348 نسخة. بحلول يناير 2014، باعت المانغا حوالي 2.6 مليون نسخة. 
في 2014، أصبحت طوكيو غول في المرتبة الرابعة على قائمة أفضل سلاسل المانغا مبيعا في اليابان بواقع 6,946,203 نسخة. بلغت مبيعات السلسلة الأولى 12 مليون نسخة، 
بينما باعت السلسلة المتممة «طوكيو غول: ري» حوالي 3.7 مليون نسخة في سنة 2015. اعتبارًا من يونيو 2016، بلغت مبيعات كل من السلسلتين معًا أكثر من 18 مليون نسخة في اليابان.

## روابط خارجية
- سوي إيشيدا على موقع IMDb (الإنجليزية)
- سوي إيشيدا على موقع ميوزك برينز (الإنجليزية)
- سوي إيشيدا على موقع ANN person (الإنجليزية)